# 許德珩
許德珩（1890年10月17日—1990年2月8日），原名许础，字楚生，江西九江人，中国共产党、中华人民共和国政治家、教育家和學者，原副国级领导人。九三学社创始人，水產部部長、全國政協副主席、全國人大常委會副委員長。

## 生平
1890年10月17日，許德珩生於九江德化縣，行二。曾祖許振聲是太平軍的將領，在攻打湖北的戰役中陣亡，祖父許殿勳隱姓埋名，以行醫為業。父親許鴻臚參加府試，中了案首補為廩生。
1896年，發蒙，跟隨兄長許德琛在家館讀書。1905年，在附近的學堂搭了一年學，這年廢科舉，家裡沒了生計，父親到紹興府當文案，許德珩結識了魏朝樞，他在九江小學堂上學，許德珩便用他的教材在家自學、複習。1906年，到九江城裡一位同文書院畢業生的家中學習。1907年7月6日，徐錫麟、秋瑾組織安慶起義，在紹興府做事的父親也受到牽連，被免職後回到九江在同文书院教書。1908年，考入九江中學堂讀書。1909年，經教師楊秉笙、王恒介紹，加入同盟會，剪去了辮子。1911年，辛亥革命爆發半個月，九江光復，許德珩參加憲兵隊，經廖伯瑯推薦到九江都督李烈鈞秘書處做秘書。1912年，他的英文老師胡其煥因為打錯旗語被處決，許德珩無法接受便離開了軍營。1913年5月6日，湘鄂贛皖四省反對袁世凱借款開始二次革命，許德珩再次回到軍隊參加湖口討袁之役，湖口戰敗後回到家鄉，但由於段芝貴在江西抓捕革命黨，於是這年冬到上海求學。在上海考進了吳淞的中國公學英文系。1915年暑假，同學趙偉勸他考北京大學，可以節省學費，遂考入北大英文學門。
1919年，為五四運動學生領袖，起草了《五四宣言》。1920年，赴法國里昂大學勤工儉學。1924年夏畢業，獲碩士學位。1927年春，回國後擔任廣州教官、武漢中央政治學校政治教官、武漢第四中山大學教授、國民革命軍總政治部秘書長、代主任。
1946年5月4日，九三學社在重慶成立，當選為理事長。中华人民共和国建立后，1954年，他当选第一届全国人大代表。9月，他出席第一届全国人大第一次会议讨论宪法草案，期间并发言。之后先後擔任政务院政治法律委員會副主任委員、水產部部長、全國政協副主席、全國人大常委會副委員長。因為與領導較近，他在文革中比較小心，不過據许德珩之孙回憶，當年由於停課，遇到動盪或是批鬥時，祖父總是以史為鑒，機會教育他正確的價值觀，尤其指出五四青年部分人以愛國為名，走上歧途他十分感慨。1979年，加入中国共产党。1990年2月8日，在北京病逝，享年100歲

## 家庭
- 长子:许建国；夫人:周玉清。许建国夫妇60年代在九江县一中教书。
  - 孫子：周正林。
- 次子：许中明，曾任中华人民共和国广播电影电视部副总工程师、广播科学研究所所长等职。
  - 孫子：许进，九三学社中央委员
- 女儿：许鹿希，北京医学院教授，女婿邓稼先。